# Astyanax schubarti
Astyanax schubarti är en fiskart som beskrevs av Britski, 1964. Astyanax schubarti ingår i släktet Astyanax och familjen Characidae. Inga underarter finns listade.